# Валефобія
Валефо́бія (від лат. vale — «до побачення» і дав.-гр. φόβος — «страх») — страх попрощатись з людиною, психічний розлад. Виникає під час прощання з людиною, тобто після зустрічі чи листування в соціальних мережах. Людям з цією фобією важко не писати після прощання в листуванні, після листування чи зустрічі вони будуть намагатись шукати різні теми для продовження спілкування. Належить до фобій.
Після виникнення валефобії у людини формується невпевненість у собі після спілкування, можливе зниження самооцінки. Обмежується зона комфорту. Це, у свою чергу, є чинником виникнення психоемоційного напруження, яке може посилювати валефобію, і викликати інші розлади невротичного кола.

## Ознаки
Для людей, які страждають на валефобію, характерна наявність таких ознак:
- Уникання прощання. Людина намагається уникати прощання з людиною. Людям краще написати після прощання, аніж попрощатись на довгий час.
- Відчуття образи. якщо з людиною прощаються і не говорять причину, то людина може образитись на співрозмовника, а також можлива проява зневаги до людини.
- Страх. На його основі проявляються перераховані вище симптоми вегетативних порушень. Людина часто може знати причини свого страху.

## Причини
Точні причини появи валефобії ще не встановлені, тому це заважає розробці ефективної методики лікування. Існує декілька теорій виникнення психологічного порушення. На думку психофізіологів розвиток валефобії відбувається через порушення роботи нервової системи. Психогенетики вважають, що всі фобії закладені в генах людини. Це допомагало стародавній людині уникати небезпек, а для сучасної людини є атавізмом. Психологи вказують, що її прояви свідчать про трепетне ставлення людини до спілкування. Також може виникати через сильну прив'язаність до співрозмовника.

## Лікування
Щоб швидко зупинити потрібно: подумати щось позитивне; думати про те що співрозмовник пішов по важливим причинам; запитати у співрозмовника причину прощання, хоча це може звучати дивно. Через 5—30 хвилин напад припиниться.
Також можна звернутись до психолога для отримання консультації та початку лікування фобії.